# Lindisfarne (groupe)
Pour les articles homonymes, voir Lindisfarne (homonymie).
Lindisfarne est un groupe de folk rock britannique, originaire de Newcastle upon Tyne, en Angleterre. Il connait un grand succès au début des années 1970, plaçant trois albums dans le top 10 au Royaume-Uni. Leur deuxième album, Fog on the Tyne (1971), est classé premier des ventes l'année suivante. En 1973, après l'échec relatif de l'album Dingly Dell, des tensions internes entraînent le remplacement de plusieurs membres du groupe, et la nouvelle formation, échouant à retrouver le niveau de l'originale, se sépare en 1975.
Lindisfarne se reforme en 1977 et rencontre des succès ponctuels dans les années 1980 et 1990. Le groupe donne son dernier concert le 17 mai 2004 à Chesham. Le groupe revient neuf ans plus tard en 2013.

## Biographie

### Formation et débuts
Le groupe commence sous le nom de The Downtown Faction, mené par Rod Clements, mais change par la suite pour Brethren. En 1968, ils sont rejoints par Alan Hull et devient Lindisfarne. En 1970, Tony Stratton-Smith les signe au label Charisma Records et leur premier album, Nicely Out of Tune, est publié cette année. L'album définit leur mélange d'harmonie léger et de folk rock. Aucun des singles issu de l'album, Clear White Light ou Lady Eleanor, n'atteint les classements ; néanmoins, l'album prendra du temps à les atteindre. Cependant, le groupe parvient à fidéliser un public pendant les concerts et à se construire une réputation sur la scène folk.
Leur deuxième album Fog on the Tyne (1971), produit par Bob Johnston, leur attire le succès commercial. L'album atteint la première place des charts britanniques l'année suivante. Le single qui en est extrait, Meet Me on the Corner, s'y classe 5e. Lindisfarne est alors l'objet de toutes les attentions, une réputation à laquelle il ne peut se maintenir. Le groupe se popularise encore plus en passant à l'émission Top of the Pops. Lady Eleanor est réédité comme suite de Meet Me on the Corner et atteint la 3e place des charts britanniques, et la 82e aux US. Leur premier album Nicely Out of Tune, lui, atteint le top 10 et le groupe s'attire l'intérêt des médias qui considère Hull le plus grand compositeur depuis Bob Dylan, certains qualifiant même le groupe de « Beatles des seventies ».

### PériodeDingly Dell
En 1972, ils enregistrent leur troisième album, Dingly Dell, mais, insatisfaits de la production initiales, décident de le mixer de nouveau. Il est publié en septembre 1972 et atteint le Top 10 la première semaine. Le single All Fall Down est classé 34e de l'UK Singles Chart et le second single, Court in the Act, n'y parvient absolument pas.
Des tensions internes font surface pendant leur décevante tournée en Australie au début de 1973. Hull considérait d'abord partir du groupe, mais il a été convaincu de rester. Il est alors conclu que lui et Jackson garderaient le nom du groupe, et que Cowe, Clements et Laidlaw partiraient pour former leur groupe Jack the Lad. Ils sont remplacés par Tommy Duffy (basse), Kenny Craddock (ex-The Happy Magazine Avec Alan White) (claviers), Charlie Harcourt (ex-Jackson Heights) (guitare) et Paul Nichols (batterie). La nouvelle formation n'a pas autant d'attirance que l'originale, Hull étant parti pour une carrière solo, et les deux prochains albums du groupe, Roll on Ruby et Happy Daze, et leurs singles n'atteignent pas les classements. Ils se séparent finalement en 1975.

### Période Mercury Records
la formation originale qui comprend Alan Hull, Ray Jackson, Ray Laidlaw, Rod Clements et Simon Cowe se réunit en 1976 pour jouer un concert au Newcastle City Hall avant de retourner chacun à leurs projets. La réunion au Newcastle City Hall est un succès tel qu'ils décident de rejouer l'année suivante, et finalement de réunir officiellement au début de 1978, Jack the Lad s'étant séparé. Ils continuent de jouer au Newcastle City Hall chaque année. Ils gagnent un contrat avec le label Mercury Records et reviennent dans les charts en 1978 avec Run for Home, un morceau autobiographique sur le plaisir de revenir chez soi. Leur tournée australienne de 1979 est annulée après leur concert à Wellington, en Nouvelle-Zélande, leur promoteur ayant réussi à fuir sans laisser de trace avec leur argent et les tickets. Leur prochain album, The News (1979), et ses singles, n'atteignent pas les classements, et le groupe perd son contrat avec Mercury.

### Mort de Hull et deuxième séparation
Alan Hull meurt le 17 novembre 1995, mais les membres survivants continuent sous le même nom de groupe. Avec l'ancien chanteur de Jack the Lad, Billy Mitchell, à la place de Hull, le groupe publie deux autres albums, Here Comes the Neighbourhood (1997) et Promenade (2002). Un nombre d'albums live sont aussi publiés. Craggs quitte le groupe en 2000, après quoi Mitchell reprend la place de Jackson et Craggs a uchant, et joue de l'harmonica.
Lindisfarne se sépare finalement en mai 2004, après un dernier concert le 1er novembre 2003 au Newcastle Opera House. Cette dernière formation comprend Dave Hull-Denholm, Billy Mitchell, Rod Clements, Ian Thomson, et Ray Laidlaw. Clements, Hull-Denholm, et Mitchell continuent de tourner sous le nom de Lindisfarne Acoustic jusqu'en mai 2004 (le trio ayant joué occasionnellement sous ce nom depuis 2002), et Clements, Hull-Denholm et Thomsom forment The Ghosts of Electricity.
Le 19 novembre 2005, les amis et collègues de Alan Hull se réunissent lors d'un concert mémorial au Newcastle City Hall et font participer Alan Clark, Brendan Healy, Tim Healy, Ian McCallum, The Motorettes, Jimmy Nail, Tom Pickard, Prelude, Paul Smith et Kathryn Tickell. L'argent du concert est reversé au North East Young Musicians Fund,.

### Nouveau retour
En juin 2013, Ray Jackson annonce la formation de ce qui deviendra Ray Jackson's Lindisfarne, qui le comprend lui, Daggett, Harcourt, Hull-Denholm, et Thomson, aavec une nouvelle recrue : Paul Thompson de Roxy Music à la batterie.

## Membres

### Membres actuels
- Rod Clements – basse, violon, slide guitar, mandoline, chant (1968–1973, 1976, 1978–2004, depuis 2015)
- Charlie Harcourt – guitare (1973–1975, depuis 2013)
- Ian Thomson – basse (1990–2003, depuis 2013)
- Dave Hull-Denholm – guitare, mandoline, banjo, claviers, chant (1994–2004, depuis 2013)
- Steve Daggett – claviers (depuis 2013 ; membre de tournée – 1986–1987)
- Paul Thompson – batterie (depuis 2013)

### Anciens membres
- Ray Jackson – chant, mandoline, harmonica (1968–1975, 1976, 1978–1990, 2013–2015)
- Ray Laidlaw – batterie (1968–1973, 1976, 1978–2003)
- Simon Cowe – guitare, mandoline, banjo, claviers (1968–1973, 1976, 1978–1994, décédé en 2015)
- Alan Hull – chant, guitare, claviers (1968–1975, 1976, 1978–1995, décédé en 1995)
- Kenny Craddock – claviers (1973–1975, décédé en 2002)
- Tommy Duffy – basse (1973–1975)
- Paul Nichols – batterie (1973–1975)
- Marty Craggs – saxophone, flûte, accordéon, tin whistle, chant (1984–2000)
- Steve Cunningham – basse (1990)
- Billy Mitchell – chant, guitare, claviers, harmonica (1995–2004)

## Discographie

### Albums studio
- 1970 : Nicely Out of Tune
- 1971 : Fog on the Tyne
- 1972 : Dingly Dell
- 1973 : Roll on Ruby
- 1974 : Happy Daze
- 1975 : Lindisfarne's Finest Hour
- 1976 : Lady Eleanor
- 1978 : Back and Fourth
- 1979 : The News
- 1982 : Sleepless Nights
- 1986 : Dance Your Life Away
- 1987 : C'mon Everybody
- 1989 : Amigos
- 1993 : Elvis Lives on the Moon
- 1998 : Here Comes the Neighborhood
- 2002 : Promenade

### Albums live
- 1973 : Lindisfarne Live
- 1978 : Magic in the Air
- 1983 : Lindisfarntastic! Live
- 1984 : Lindisfarntastic! Two
- 1992 : Caught in the Act (enregistré en 1983)
- 1993 : Live 1990 (enregistré en 1990)
- 1996 : Another Fine Mess (enregistré en 1995)
- 1997 : Untapped and Acoustic
- 1997 : The Cropredy Concert (enregistré en 1994)
- 1998 : We Can Swing Together (enregistré en 1971)
- 1998 : Dealers Choice (enregistré en 1973-1974)
- 1999 : Live at the Cambridge Folk Festival (enregistré en 1982 et 1986)
- 2002 : Acoustic
- 2003 : Time Gentlemen Please
- 2004 : Acoustic 2
- 2004 : The River Sessions (enregistré en 1982)
- 2009 : At the BBC (enregistré en 1971-1973)